# Масла
Масла је израз који Срби на ширем подручју око Добоја, у Босни, користе искључиво за крсну славу села. У подручју Семберије и Мајевице народ славу села назива Молитвом.
Поједина села имају свог свеца заштитника, чији дан обиљежавају веома слично породичној крсној слави. Масла могу да буду било који дан у години, али веома често су то дани у прољеће и љето, јер се масла везују за плодове земљорадње. У појединим крајевима се користи и назив „обљетна слава“. Најчешће је то Спасовдан, као један од битнијих православних прољетних празника. 
У периоду прије Другог свјетскиог рата, масла су се најчешће обиљежавала окупљањем мјештана око заједничке трпезе на отвореном. Мјесто окупљања је сеоско збориште, сеоска црква, сеоско гробље или друго слично мјесто. У новије доба, код појединих села која су се бројем становника знатно увећала, масла се обиљежавају као и породична крсна слава, у кући домаћина, али и даље су везана за земљу. Пресељењем у друго село, домаћин преузима обиљежавање масла новог села.
У Семберији и Мајевици народ Молитву прихвата као сеоску славу и разликује је од црквене славе. Молитва, углавном, има дужу традицију од црквене славе - јер се црквена слава прославља тек од изградње и посвећења цркве у селу.